# P. Lappe
Philipp Lappe, conegut sovint només com a P. Lappe (1802-1871) fou un compositor de música alemany del segle xix.
Fou mestre de capella del duc de Mecklembourg-Schwerin. A més de diverses composicions senzilles, escriví: Die Obotriten, òpera en quatre actes, estrenada amb èxit a Schwerin el 1840, i l'òpera còmica Petermannchen, que no tingué l'èxit de l'anterior.